# Richard Henry Yapp
Richard Henry Yapp (1871-1929) foi um botânico inglês e um ecologista, que exerceu a Cátedra de Botânica na Queen's University de Belfast, e a Cátedra de Botânica da Mason na Universidade de Birmingham.

## Biografia
Yapp nasceu em 8 de outubro de 1871 em Orleton, Herefordshire, Inglaterra, filho de Jane (née Gammidge) e Richard Keysall Yapp, proprietário de terras e fazendeiro Depois de frequentar uma escola particular em Leominster, ele foi educado na Hereford's County School, mas sua educação terminou quando tinha 15 anos devido à morte de seu pai. Apesar de trabalhar, sua sede de conhecimento o levou a freqüentar uma variedade de aulas, incluindo algumas no University College, Nottingham, e em 1895 recebeu uma bolsa de estudos e entrou no St John's College, Cambridge. Ele estudou botânica com Harry Marshall Ward, Albert Seward e Frederick Blackman, graduando-se com Honras de Primeira Classe. Ele foi premiado com o Frank Smart Studentship pelo Gonville and Caius College, para o qual foi transferido em junho de 1899 Ele foi capitão da equipe de lacrosse da universidade para o ano de 1898-1899.

### Carreira
Yapp foi nomeado botânico na expedição 1899-1900 da Universidade de Cambridge aos estados do Nordeste da Malásia, liderada por Walter William Skeat Os espécimes que ele coletou na expedição foram para o herbário da Universidade de Cambridge, com alguns na Coleção Nacional em Kew. A expedição também resultou em seu trabalho, "Two Malayan Myrmecophilous Ferns".
Ao retornar a Cambridge, foi curador do herbário da universidade de 1900 a 1903, e assumiu o estudo dos pântanos locais, publicando um trabalho sobre Wicken Fen Foi nomeado Professor de Botânica na Universidade de Aberystwyth em 1904, acrescentando à coleção do museu da universidade espécimes que colecionou na África do Sul em 1905[1] Enquanto no País de Gales ele estudou a ecologia do Estuário Dovey.
Ele serviu no comitê central do Estudo e Levantamento da Vegetação Britânica, mais tarde renomeado Comitê da Vegetação Britânica. Este grupo evoluiu, em 1913, para a Sociedade Ecológica Britânica[1], a primeira sociedade do gênero no mundo.
Em 1914 ele se tornou Presidente de Botânica na Queen's University de Belfast. Ele também foi assistente de Sir Arthur Yapp, seu irmão mais velho, no Ministério da Alimentação durante a Primeira Guerra Mundial.
Yapp foi nomeado Professor de Botânica da Universidade de Birmingham em 1919, sucedendo George Stephen West e supervisionando a mudança do departamento do centro da cidade para o novo campus em Edgbaston, com laboratórios organizados de acordo com seu projeto]].
Para o ano de 1920-1921, ele foi Presidente da Sociedade Ecológica Britânica Seu livro didático de 1923, "Botany: A Junior Book For Schools" foi publicado em dezoito edições, a última em 2013. Uma edição adaptada também foi produzida para escolas australianas, em 1934.

### Doença e consequente morte
Quando os novos laboratórios em Edgbaston foram abertos, em outubro de 1927, Yapp estava mostrando sinais de doença, e logo não pôde participar de conferências. No entanto, em 1928 ele foi nomeado Presidente da Seção Botânica da Associação Britânica para o Avanço da Ciência.
Ele morreu em Birmingham em 22 de janeiro de 1929, aos 57 anos de idade Obituários, observando o trabalho inacabado que ele havia planejado, foram publicados no The Times, Nature e no Journal of Ecology.
Ele foi sobrevivido por sua esposa, Sofia Karolina (née Klintberg; 1886-1941), uma sueca com quem se casou em 1913, e um filho e uma filha.